# Такао (гора)
Такао (яп. 高尾山 Такао-сан) — гора в Японии. Находится на территории квазинационального парка Мэйдзи-но-Мори, в городе Хатиодзи, в 50 километрах от Токио в сторону Фудзиямы. Высота 599 м (1 965 футов) над уровнем моря.

## География
Такао-сан возвышается на самой границе субтропической зоны и зоны умеренного климата. Несмотря на близость горы к столице Токио, гора Такао богата дикой природой, густо покрыта лесами, на её склонах зарегистрировано более чем 1 200 видов растений, одних папоротников — 140 видов. Здесь большое разнообразие животных, в частности насекомых, а также млекопитающих, среди которых кабаны и обезьяны.

## Восхождение на гору Такао
Такао-сан — популярное место для пеших прогулок и туризма. В год это место посещают более 2,5 млн человек. С вершины, куда можно добраться не только пешком, но и по канатной дороге или на фуникулёре, открывается фантастический вид на гору Фудзи, на Иокогаму и Токио.

## Достопримечательности горы
Такао-сан — один из основных туристских объектов в Японии.
На горе расположен буддийский храм Якуо-ин (Takao-san Yakuo-in Yuki-ji), построенный в 744 году и восстановленный в XIV веке.
Гора Такао тесно связана с японским фольклором, в частности с поверьями о тэнгу и немного с ками. У храма Якуо-ин стоит огромное скульптурное изображение тэнгу с длинным носом и крыльями на спине.
Ежегодно во второе воскресенье марта у подножия горы Такао проходит фестиваль огненного шествия Хиватари. Монахи-отшельники ямабуси (яп. 山伏) буддийского храма Якуо-ин (Takao-san Yakuō-in Yūki-ji) проводят большой открытый ритуал огня под названием Saito Goma-ku, жгут палки с надписями, выражающими надежды народов и желания. В огненном шествии участвуют тысячи японцев и туристов. Ямабуси возглавляют шествие, идя босиком по горячим углям. Верующие молятся о безопасности семьи, тела и души, а затем следуют за ямабуси по горячим углям. Как полагают, огонь очищает людей, сжигая все загрязнения.

## Галерея

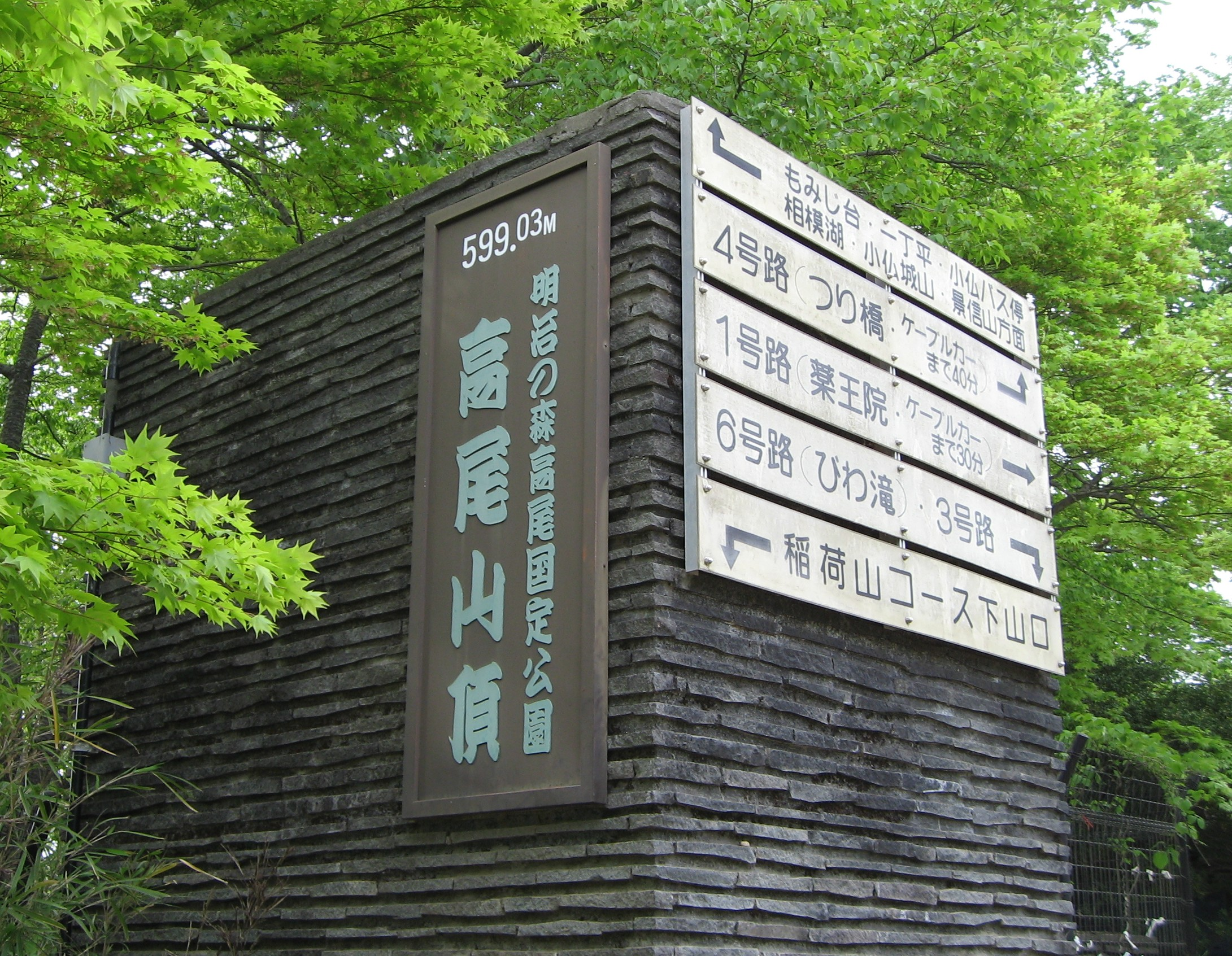
Пункт «599.03 м» — высшая точка горы Такао
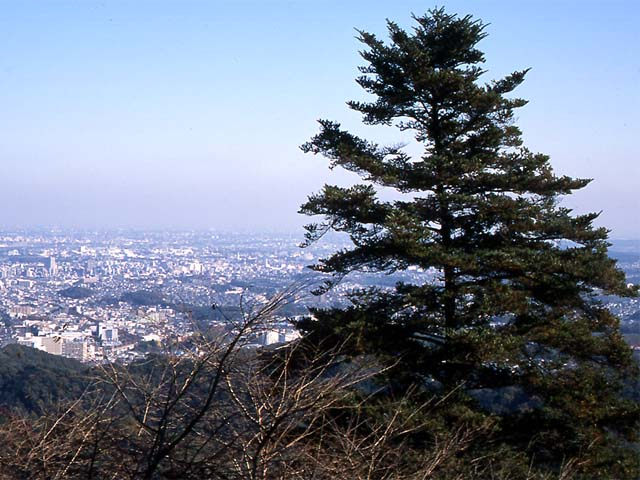
Вид на Токио с горы Такао-сан
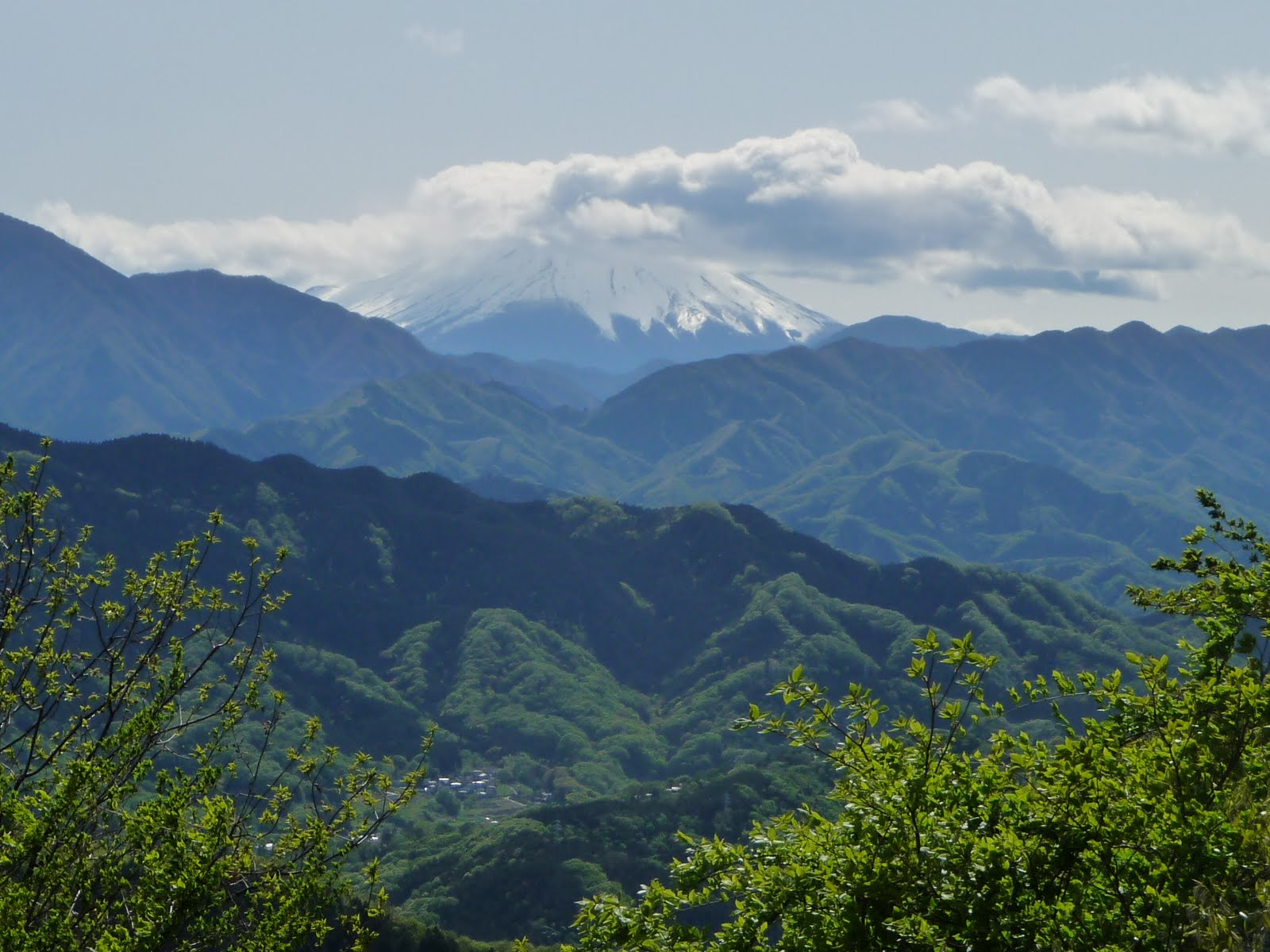
Вид на Фудзи с горы Такао-сан
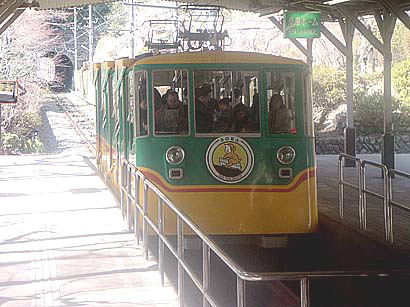
Фуникулёр